# 포 파제 광장

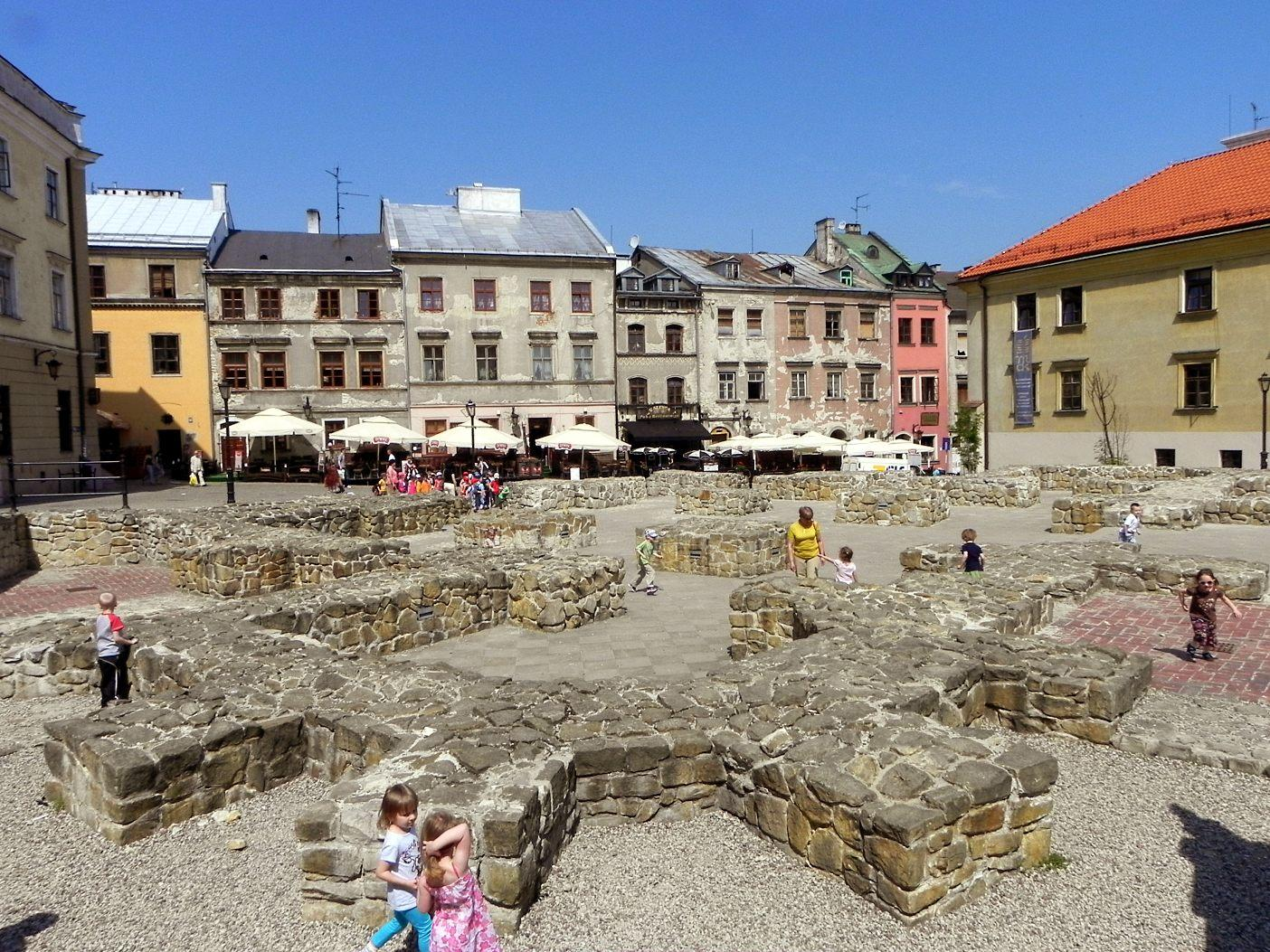
포 파제 광장

포 파제 광장(폴란드어: Plac Po Farze)은 폴란드 루블린에 있는 광장이다. 교구 교회가 철거된 후 만들어진 루블린 구시가지 의 광장이다. 1936년~1938년에 교회 흔적이 발굴되었다. 1991년에 광장은 현재의 명칭으로 정해졌다.
2002년에는 광장이 개발되고, 교회 흔적을 공개하고, 조명이 설치되고, 포석이 깔렸다. 현재 포 파제 광장은 루블린 시민들의 콘서트와 만남의 장소로 사용되고 있다.